# Referéndum sobre la Federación de Repúblicas Árabes en Siria de 1971
El referéndum sobre la Federación de Repúblicas Árabes (árabe: استفتاء اتحاد الجمهوريات العربية السوري 1971) fue realizado en Siria el 1 de septiembre de 1971, junto a plebiscitos simultáneos en Egipto y Libia. Fue aprobado con el 96,4% de los votantes, con una participación de 89,7%.

## Resultados
| Propuesta (alternativa) | Votos | %      |
| ----------------------- | ----- | ------ |
| Voto «A favor»          |       | 96,44% |
| Voto «En contra»        |       | 3,56%  |
| Total votos emitidos    |       |        |